# Jibon Singh
Jibon Singh (Manipur, 6 febbraio 1990) è un ex calciatore indiano, di ruolo difensore.

## Statistiche

### Cronologia presenze e reti in nazionale
| Cronologia completa delle presenze e delle reti in nazionale ― India | Cronologia completa delle presenze e delle reti in nazionale ― India | Cronologia completa delle presenze e delle reti in nazionale ― India | Cronologia completa delle presenze e delle reti in nazionale ― India | Cronologia completa delle presenze e delle reti in nazionale ― India | Cronologia completa delle presenze e delle reti in nazionale ― India | Cronologia completa delle presenze e delle reti in nazionale ― India | Cronologia completa delle presenze e delle reti in nazionale ― India |
| Data                                                                 | Città                                                                | In casa                                                              | Risultato                                                            | Ospiti                                                               | Competizione                                                         | Reti                                                                 | Note                                                                 |
| -------------------------------------------------------------------- | -------------------------------------------------------------------- | -------------------------------------------------------------------- | -------------------------------------------------------------------- | -------------------------------------------------------------------- | -------------------------------------------------------------------- | -------------------------------------------------------------------- | -------------------------------------------------------------------- |
| 17-2-2010                                                            | Colombo                                                              | India                                                                | 1 – 2                                                                | Kirghizistan                                                         | AFC Challenge Cup                                                    | -                                                                    | 67’                                                                  |
| 19-2-2010                                                            | Colombo                                                              | Turkmenistan                                                         | 1 – 0                                                                | India                                                                | AFC Challenge Cup                                                    | -                                                                    |                                                                      |
| 21-2-2010                                                            | Colombo                                                              | India                                                                | 0 – 3                                                                | Corea del Nord                                                       | AFC Challenge Cup                                                    | -                                                                    | 84’                                                                  |
| Totale                                                               |                                                                      | Presenze                                                             | 3                                                                    |                                                                      | Reti                                                                 | 0                                                                    |                                                                      |